# 10.ª edición de los Premios Óscar
La 10.ª edición de los Premios Óscar estaba prevista que se celebrase el 3 de marzo de 1938 pero, debido a las inundaciones que se produjeron en la ciudad de Los Ángeles en esas fechas, se retrasó hasta el 10 de marzo. La ceremonia tuvo lugar en el Biltmore Hotel de Los Ángeles, California, y fue presentada por el cómico Bob Burns.
Dos categorías fueron suprimidas después de esta edición: el premio a la mejor coreografía, única categoría en la que una película de los Hermanos Marx recibió una nominación (Dave Gould por la coreografía de "All God's Children Got Rhythm" en Un día en las carreras); y el premio al mejor asistente de dirección.
The Life of Emile Zola fue la primera película en la historia en recibir diez nominaciones y la segunda película biográfica en ganar el premio a la mejor película.
Luise Rainer consiguió el premio a la mejor actriz por The Good Earth, siendo la primera intérprete en ganar dos Premios de la Academia así como la primera en ganarlos consecutivamente.
A Star Is Born fue la primera película en color en recibir una nominación en la categoría de mejor película.
La película de Walt Disney Snow White and the Seven Dwarfs, la primera película animada en Technicolor con sonido y ampliamente considerada como una de las mejores películas de todos los tiempos, recibió solo una nominación (mejor banda sonora). En la siguiente edición, la Academia entregó a Disney un Oscar Honorífico, "por crear Snow White and the Seven Dwarfs, reconocida como una significativa innovación cinematográfica que ha encantado a millones de espectadores y ha sido pionera en un nuevo campo de entretenimiento para las película de dibujos animados."

## Ganadores y nominados

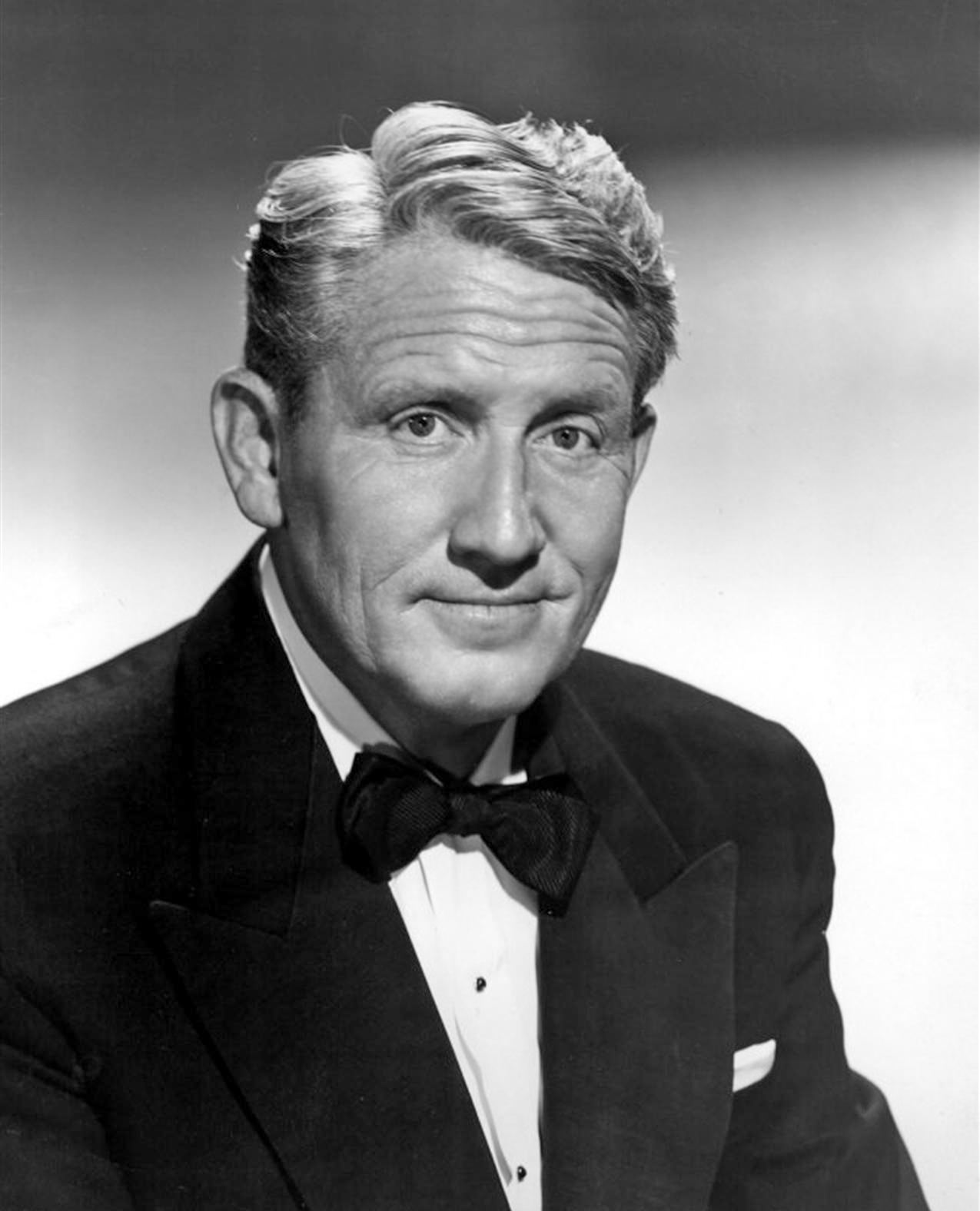
Spencer Tracy fue el ganador del Óscar al mejor actor por Capitanes intrépidos.

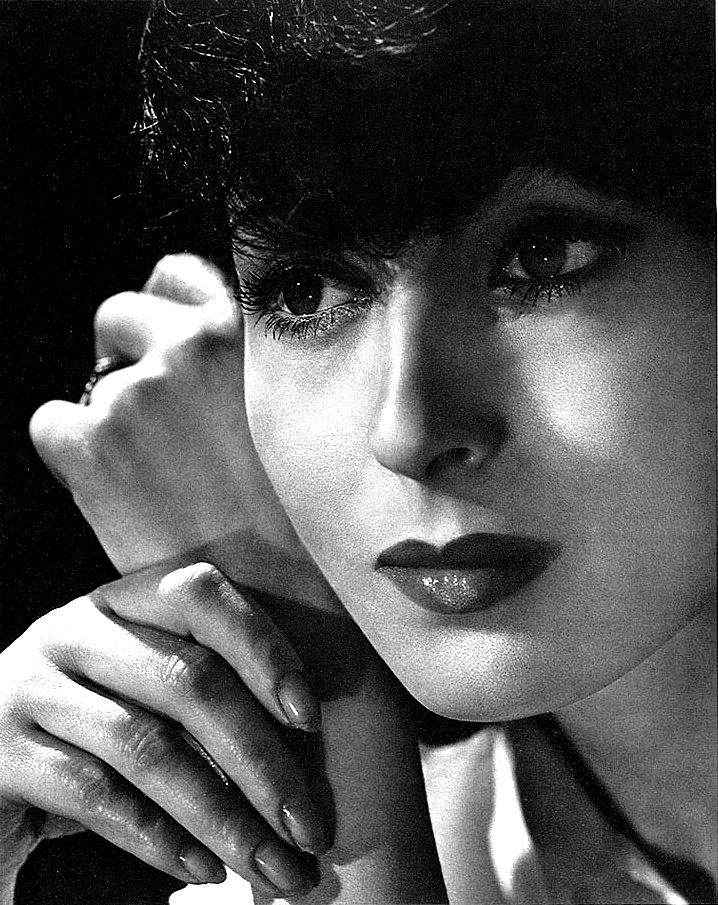
Luise Rainer fue la ganadora del Óscar a la mejor actriz por The Good Earth.

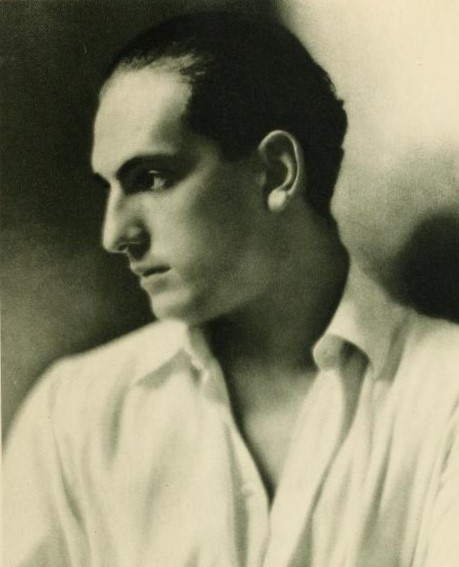
Joseph Schildkraut fue el ganador del Óscar al mejor actor de reparto por The Life of Emile Zola.

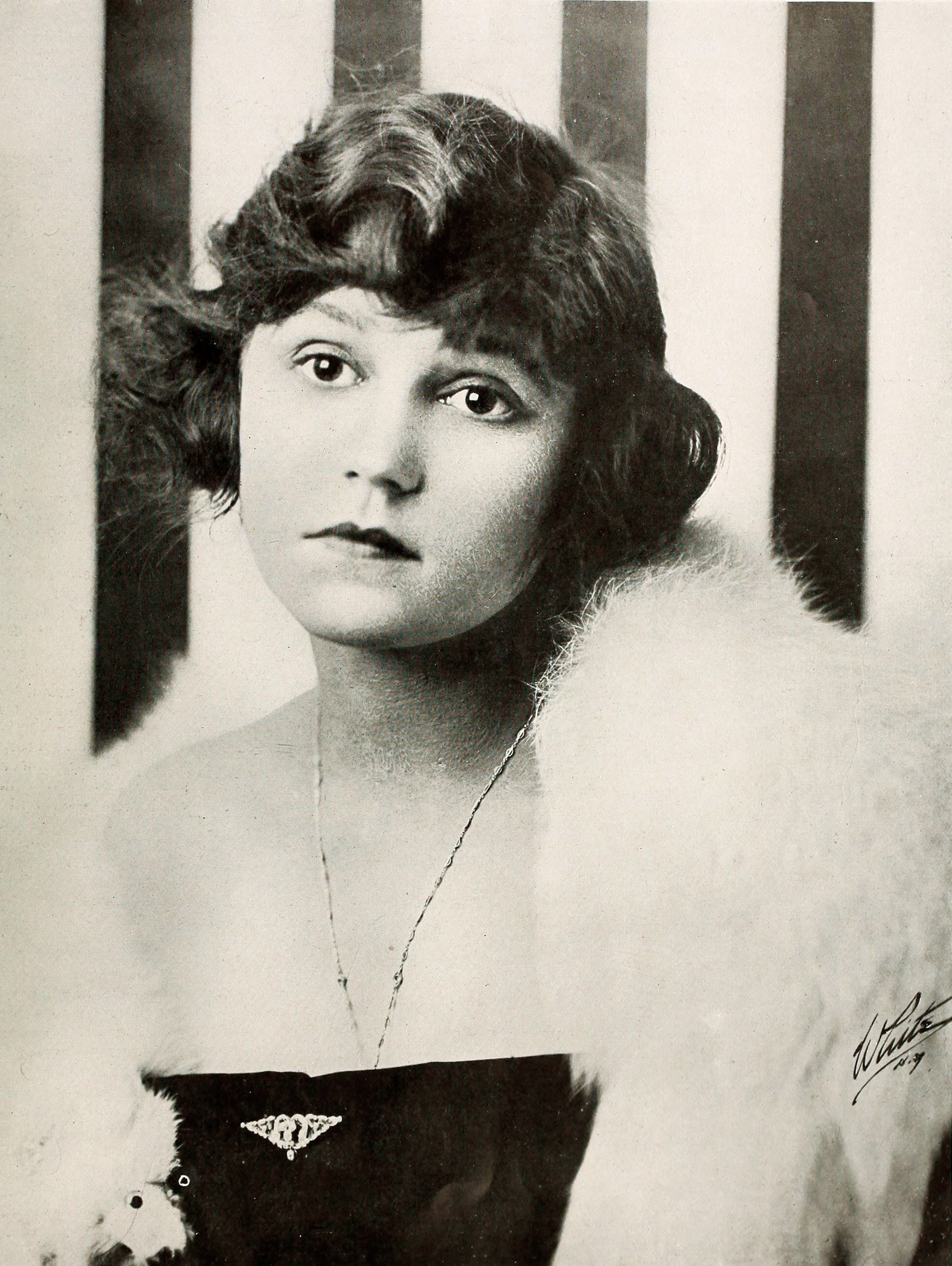
Alice Brady fue la ganadora del Óscar a la mejor actriz de reparto por In Old Chicago.

1. Los ganadores están listados primero y destacados en negritas. ⭐
2. El título o títulos en español se encuentra entre paréntesis.

| Producción sobresaliente - The Life of Emile Zola (La vida de Emilio Zola) — Warner Bros.⭐ - The Awful Truth (La pícara puritana) — Columbia - Captains Courageous (Capitanes intrépidos) — Metro-Goldwyn-Mayer - Dead End (Calle sin salida / Callejón sin salida) — Samuel Goldwyn Productions y United Artists - The Good Earth (La buena tierra / Madre tierra) — Metro-Goldwyn-Mayer - In Old Chicago (En el viejo Chicago) — 20th Century Fox - Lost Horizon (Horizontes perdidos) — Columbia - One Hundred Men and a Girl (Loca por la música / Cien hombres y una muchacha) — Universal - Stage Door (Damas del teatro / Entre bastidores) — RKO Radio - A Star Is Born (Ha nacido una estrella / Nace una estrella) — Selznick International Pictures y United Artists | Mejor dirección - Leo McCarey - The Awful Truth (La pícara puritana)⭐ - Sidney Franklin – The Good Earth (La buena tierra / Madre tierra) - William Dieterle – The Life of Emile Zola (La vida de Emilio Zola) - Gregory La Cava – Stage Door (Damas del teatro / Entre bastidores) - William A. Wellman – A Star Is Born (Ha nacido una estrella / Nace una estrella) |
| Mejor actor - Spencer Tracy – Captains Courageous (Capitanes intrépidos), como Manuel Fidello⭐ - Charles Boyer – Conquest (Maria Walewska), como Napoleón Bonaparte - Fredric March – A Star Is Born (Ha nacido una estrella / Nace una estrella), como Norman Maine - Robert Montgomery – Night Must Fall (Al caer la noche), como Danny - Paul Muni – The Life of Emile Zola (La vida de Emilio Zola), como Émile Zola | Mejor actriz - Luise Rainer – The Good Earth (La buena tierra / Madre tierra), como O-Lan⭐ - Irene Dunne – The Awful Truth (La pícara puritana), como Lucy Warriner - Greta Garbo – Camille (La dama de las Camelias), como Margarita Gautier - Janet Gaynor – A Star Is Born (Ha nacido una estrella / Nace una estrella), como Esther Blodgett/Vicki Lester - Barbara Stanwyck – Stella Dallas, como Stella Dallas |
| Mejor actor de reparto - Joseph Schildkraut – The Life of Emile Zola (La vida de Emilio Zola), como Alfred Dreyfus⭐ - Ralph Bellamy – The Awful Truth (La pícara puritana), como Dan Leeson - Thomas Mitchell – The Hurricane (Huracán sobre la isla), como el Dr. Kersaint - H. B. Warner – Lost Horzion (Horizontes perdidos), como Chang - Roland Young – Topper (Una pareja invisible / Fantasmas bohemios), como Cosmo Topper | Mejor actriz de reparto - Alice Brady – In Old Chicago (En el viejo Chicago), como Catherine O'Leary⭐ - Andrea Leeds – Stage Door (Damas del teatro / Entre bastidores), como Kay Hamilton - Anne Shirley – Stella Dallas, como Laurel Dallas - Claire Trevor – Dead End (Calle sin salida / Callejón sin salida), como Francey - May Whitty – Night Must Fall (Al caer la noche), como la Sra. Bramson |
| Mejor argumento - A Star Is Born (Ha nacido una estrella / Nace una estrella) – William A. Wellman y Robert Carson⭐ - Black Legion (La legión negra) – Robert Lord - In Old Chicago (En el viejo Chicago) – Niven Busch - The Life of Emile Zola (La vida de Emilio Zola) – Heinz Herald y Geza Herczeg - One Hundred Men and a Girl (Loca por la música / Cien hombres y una muchacha) – Hanns Kräly | Mejor guion - The Life of Emile Zola (La vida de Emilio Zola) – Heinz Herald, Geza Herczeg y Norman Reilly Raine; basado en Zola and His Time de Matthew Josephson⭐ - The Awful Truth (La pícara puritana) – Viña Delmar; basado en la obra de Arthur Richman - Captains Courageous (Capitanes intrépidos) – John Lee Mahin, Marc Connelly y Dale Van Every; a partir de la novela de Rudyard Kipling - Stage Door (Damas del teatro / Entre bastidores) – Morris Ryskind y Anthony Veiller; basado en la obra de Edna Ferber y George S. Kaufman - A Star Is Born (Ha nacido una estrella / Nace una estrella) – Alan Campbell, Robert Carson y Dorothy Parker; a partir de una obra de William A. Wellman y Robert Carson |
| Mejor cortometraje - Un rollo - The Private Life of the Gannets – Skibo Productions y Educational Pictures⭐ - A Night at the Movies – MGM - Romance of Radium – Pete Smith y MGM | Mejor cortometraje - Dos rollos - Torture Money – MGM⭐ - Deep South – RKO Radio - Should Wives Work? – RKO Radio |
| Mejor cortometraje - Color - Penny Wisdom – Pete Smith y MGM⭐ - The Man Without a Country – Warner Bros. - Popular Science J-7-1 – Paramount | Mejor cortometraje animado - The Old Mill – Walt Disney Productions y RKO Radio⭐ - Educated Fish – Paramount - The Little Match Girl – Charles Mintz y Columbia |
| Mejor orquestación - One Hundred Men and a Girl (Loca por la música / Cien hombres y una muchacha) – Departamento musical de los estudios Universal⭐ - The Hurricane (Huracán sobre la isla) – Departamento musical de los estudios Samuel Goldwyn - In Old Chicago (En el viejo Chicago) – Departamento musical de los estudios 20th Century Fox - The Life of Emile Zola (La vida de Emilio Zola) – Departamento musical de los estudios Warner Bros. - Lost Horizon (Horizontes perdidos) – Departamento musical de los estudios Columbia - Maytime (Primavera) – Departamento musical de los estudios MGM - Make a Wish – Principal Productions - Portia on Trial – Departamento musical de los estudios Republic - The Prisoner of Zenda (El prisionero de Zenda) – Departamento musical de los estudios Selznick International Pictures - Quality Street (Olivia / Calle de abolengo) – Departamento musical de los estudios RKO Radio - Snow White and the Seven Dwarfs (Blancanieves y los siete enanos) – Departamento musical de los estudios Walt Disney Productions - Something to Sing About (Los peligros de la gloria) – Departamento musical de los estudios Grand National - Souls at Sea (Almas en el mar) – Departamento musical de los estudios Paramount - Way Out West (Laurel y Hardy en el Oeste / Allá en el lejano oeste) – Departamento musical de los estudios Hal Roach | Mejor canción original - «Sweet Leilani» de Waikiki Wedding (Boda en Waikiki) – Letra y música: Harry Owens⭐ - «Remember Me» de Mr. Dodd Takes the Air – Música: Harry Warren; Letra: Al Dubin - «That Old Feeling» de Vogues of 1938 – Música: Sammy Fain; Letra: Lew Brown - «They Can't Take That Away From Me» de Shall We Dance (Ritmo loco / Pies de seda / Al compás del amor) – Música: George Gershwin (nominación póstuma); Letra: Ira Gershwin - «Whispers in the Dark» de Artists and Models (Artistas y modelos) – Música: Frederick Hollander; Letra: Leo Robin |
| Mejor dirección de arte - Lost Horizon (Horizontes perdidos) – Stephen Goosson⭐ - Conquest (Maria Walewska) – Cedric Gibbons y William Horning - A Damsel in Distress (Señorita en desgracia) – Carroll Clark - Dead End (Calle sin salida / Callejón sin salida) – Richard Day - Every Day's a Holiday (Todos los días son fiesta / Feriado todos los días) – Wiard Ihnen - The Life of Emile Zola (La vida de Emilio Zola) – Anton Grot - Manhattan Merry-Go-Round – John Victor Mackay - The Prisoner of Zenda (El prisionero de Zenda) – Lyle Wheeler - Wee Willie Winkie (La mascota del regimiento) – William S. Darling y David S. Hall - Souls at Sea (Almas en el mar) – Hans Dreier y Roland Anderson - Vogues of 1938 – Alexander Toluboff - You're a Sweetheart (Millonario a sueldo) – Jack Otterson | Mejor fotografía - The Good Earth (La buena tierra / Madre tierra) – Karl Freund⭐ - Dead End (Calle sin salida / Callejón sin salida) – Gregg Toland - Wings over Honolulu (La escuadrilla del Pacífico) – Joseph Valentine |
| Mejor sonido - The Hurricane (Huracán sobre la isla) – Thomas T. Moulton⭐ - The Girl Said No – A. E. Kaye - Hitting a New High (La diosa de la selva) – John Aalberg - In Old Chicago (En el viejo Chicago) – Edmund H. Hansen - The Life of Emile Zola (La vida de Emilio Zola) – Nathan Levinson - Lost Horizon (Horizontes perdidos) – John P. Livadary - Maytime – Douglas Shearer - One Hundred Men and a Girl (Loca por la música / Cien hombres y una muchacha) – Homer G. Tasker - Topper (Una pareja invisible / Fantasmas bohemios) – Elmer A. Raguse - Wells Fargo (Una nación en marcha) – Loren L. Ryder | Mejor montaje - Lost Horizon (Horizontes perdidos) – Gene Havlick y Gene Milford⭐ - The Awful Truth (La pícara puritana) – Al Clark - Captains Courageous (Capitanes intrépidos) – Elmo Veron - The Good Earth (La buena tierra / Madre tierra) – Basil Wrangell - One Hundred Men and a Girl (Loca por la música / Cien hombres y una muchacha) – Bernard W. Burton |
| Mejor asistente de dirección - In Old Chicago (En el viejo Chicago) – Robert D. Webb⭐ - Lost Horizon (Horizontes perdidos) – C. C. Coleman Jr. - The Life of Emile Zola (La vida de Emilio Zola)– Russ Saunders - Souls at Sea (Almas en el mar) – Hal Walker - A Star Is Born (Ha nacido una estrella / Nace una estrella) – Eric G. Stacey | Mejor coreografía - A Damsel in Distress (Señorita en desgracia) – Hermes Pan⭐ - Ali Baba Goes to Town – Sammy Lee - A Day at the Races (Un día en las carreras) – Dave Gould - Ready, Willing and Able – Bobby Connolly - Thin Ice (Idilio incógnito) – Harry Losee - Varsity Show – Busby Berkeley - Waikiki Wedding (Boda en Waikiki) – LeRoy Prinz |

### Óscar honorífico
- Mack Sennett, "por su contribución duradera a la comedia en la gran pantalla, cuyos principios básicos son tan importantes hoy como cuando se pusieron en práctica por primera vez, la Academia presenta un premio especial a este maestro de la diversión, descubridor de estrellas, simpático, amable y comprensivo genio de la comedia."
- Edgar Bergen, "por la destacada creación del personaje Charlie McCarthy."
- W. Howard Greene, "por la fotografía en color conseguida en "A Star Is Born".
- Biblioteca cinematográfica del Museum of Modern Art, "por su importante trabajo en la recopilación de películas desde 1895 hasta el presente y, por primera vez, poner a disposición del público los medios para estudiar el desarrollo histórico y estético de las películas como una de las principales artes."

## Premios y nominaciones múltiples
| Película                   | Nominaciones | Premios |
| -------------------------- | ------------ | ------- |
| The Life of Emile Zola     | 10           | 3       |
| Lost Horizon               | 7            | 2       |
| In Old Chicago             | 6            | 2       |
| The Good Earth             | 5            | 2       |
| A Star Is Born             | 7            | 1       |
| The Awful Truth            | 6            | 1       |
| One Hundred Men and a Girl | 5            | 1       |
| Captains Courageous        | 4            | 1       |
| The Hurricane              | 3            | 1       |
| A Damsel in Distress       | 2            | 1       |
| Waikiki Wedding            | 2            | 1       |
| Dead End                   | 4            | 0       |
| Stage Door                 | 4            | 0       |
| Souls at Sea               | 3            | 0       |
| Conquest                   | 2            | 0       |
| Maytime                    | 2            | 0       |
| Night Must Fall            | 2            | 0       |
| The Prisoner of Zenda      | 2            | 0       |
| Stella Dallas              | 2            | 0       |
| Topper                     | 2            | 0       |
| Vogues of 1938             | 2            | 0       |